# Municipalità regionale della contea di La Côte-de-Gaspé
La municipalità regionale di contea di La Côte-de-Gaspé è una municipalità regionale di contea del Canada, localizzata nella provincia del Québec, nella regione di Gaspésie-Îles-de-la-Madeleine.
Il suo capoluogo è Gaspé.

## Suddivisioni
City e Town
- Gaspé
- Murdochville

Municipalità
- Grande-Vallée
- Petite-Vallée

Township
- Cloridorme

Territori non organizzati
- Collines-du-Basque
- Rivière-Saint-Jean